# Нівінський В'ячеслав Миколайович
В'ячеслав Миколайович Нівінський (нар. 31 березня 1974, Київ, УРСР) — український футболіст і тренер.

## Кар'єра гравця
Почав займатися футболом у Києві. Його першою професійною командою був київський ЦСКА. Звідти перейшов в команду «Нива-Космос» з міста Миронівка Київської області. У липні 1995 року перейшов у київську «Оболонь». У складі київського клубу виступав протягом 14 років (з перервами), де і закінчив ігрову кар'єру в 2009 році. Так само виступав за азербайджанський «Сімург».
За кількістю матчів за «Оболонь» займає перше місце — 266 матчів, в яких забив 13 м'ячів.

## Кар'єра тренера
У листопаді 2011 року був призначений головним тренером клубу «Оболонь-2». З 2012 року входить до тренерського штабу Сергія Ковальця у Молодіжній збірній України.
9 липня 2020 року Нівінський став асистентом Сергія Ковальця в тренерському штабі одеського «Чорноморця».

## Досягнення
- Переможець Другої ліги України (2): 1998/99, 2000/01
- Срібний призер Першої ліги України: 2008/09.
- Бронзовий призер Першої ліги України: 2001/02, 2007/08.